# Fer à cheval (jeu)
Pour les articles homonymes, voir Fer à cheval (homonymie).

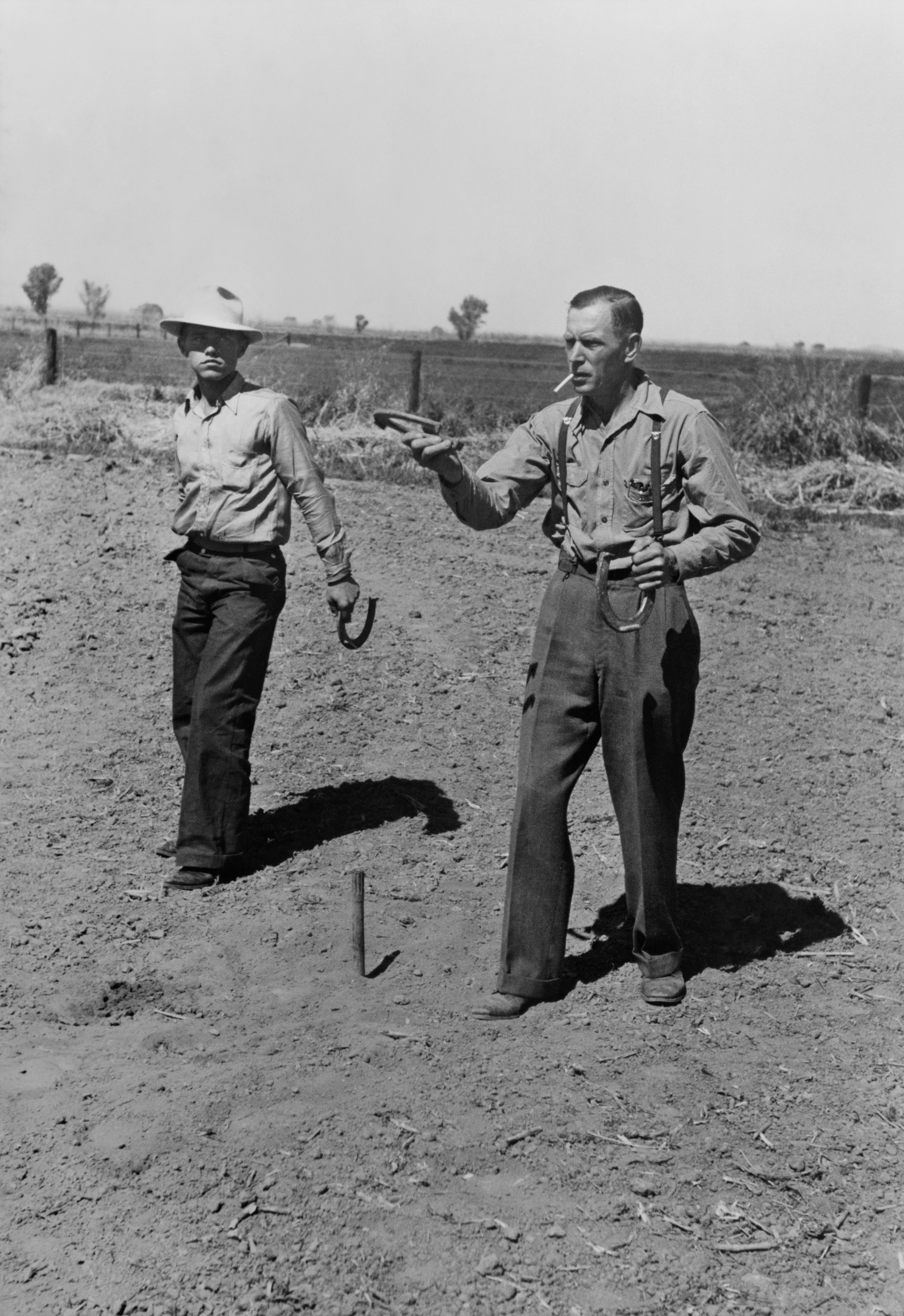
Joueurs de fer à cheval, Yuma, Arizona.

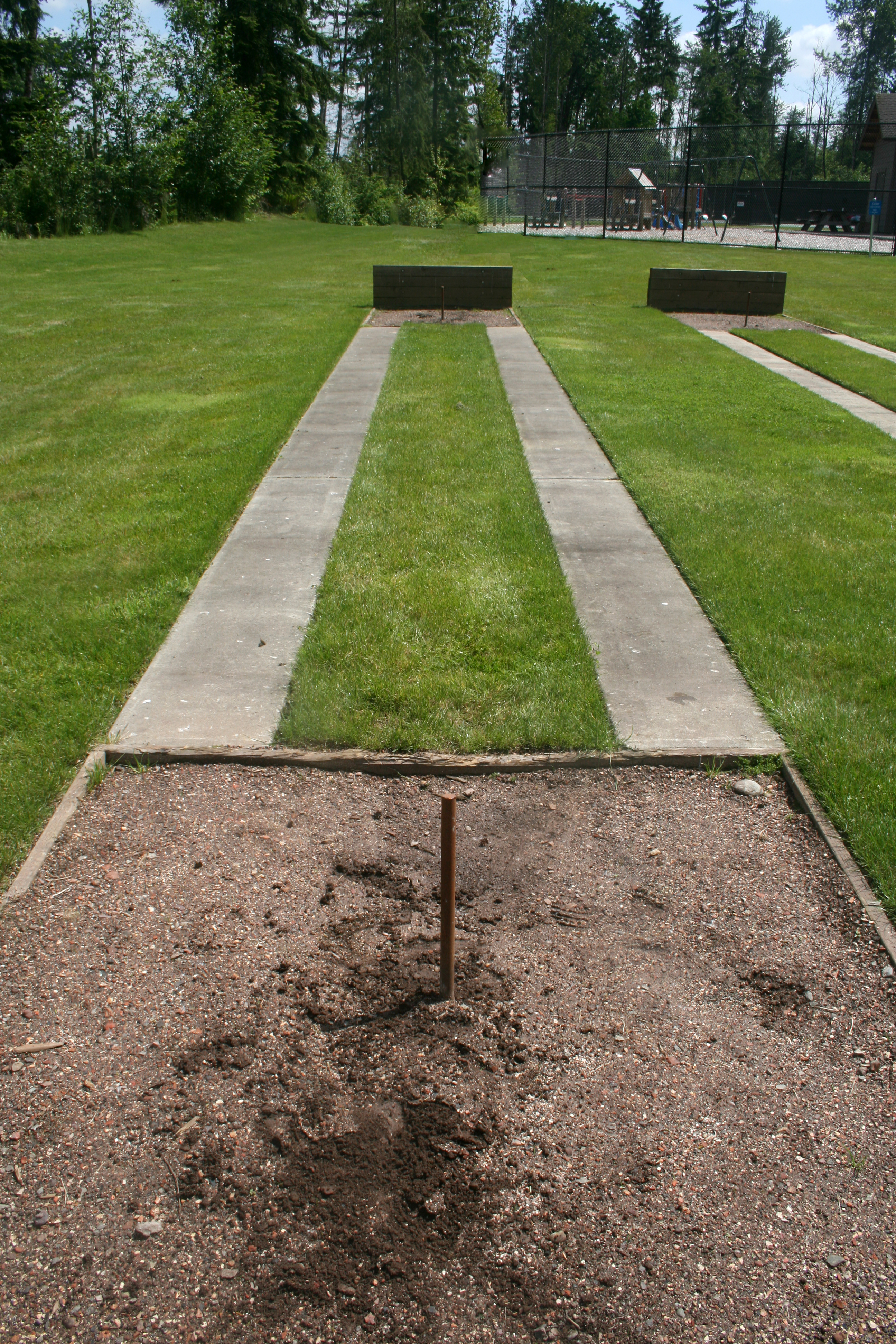
Terrain de jeu

Le fer à cheval est un jeu d'adresse de plein air.
Chaque joueur doit lancer un fer à cheval autour d'un piquet planté dans le sol.
Sa popularité aux États-Unis est comparable à la pétanque en France.
Règlements du Québec pour les distances, installations et pointage :   http://fers.quebecjeux.org/reglements/

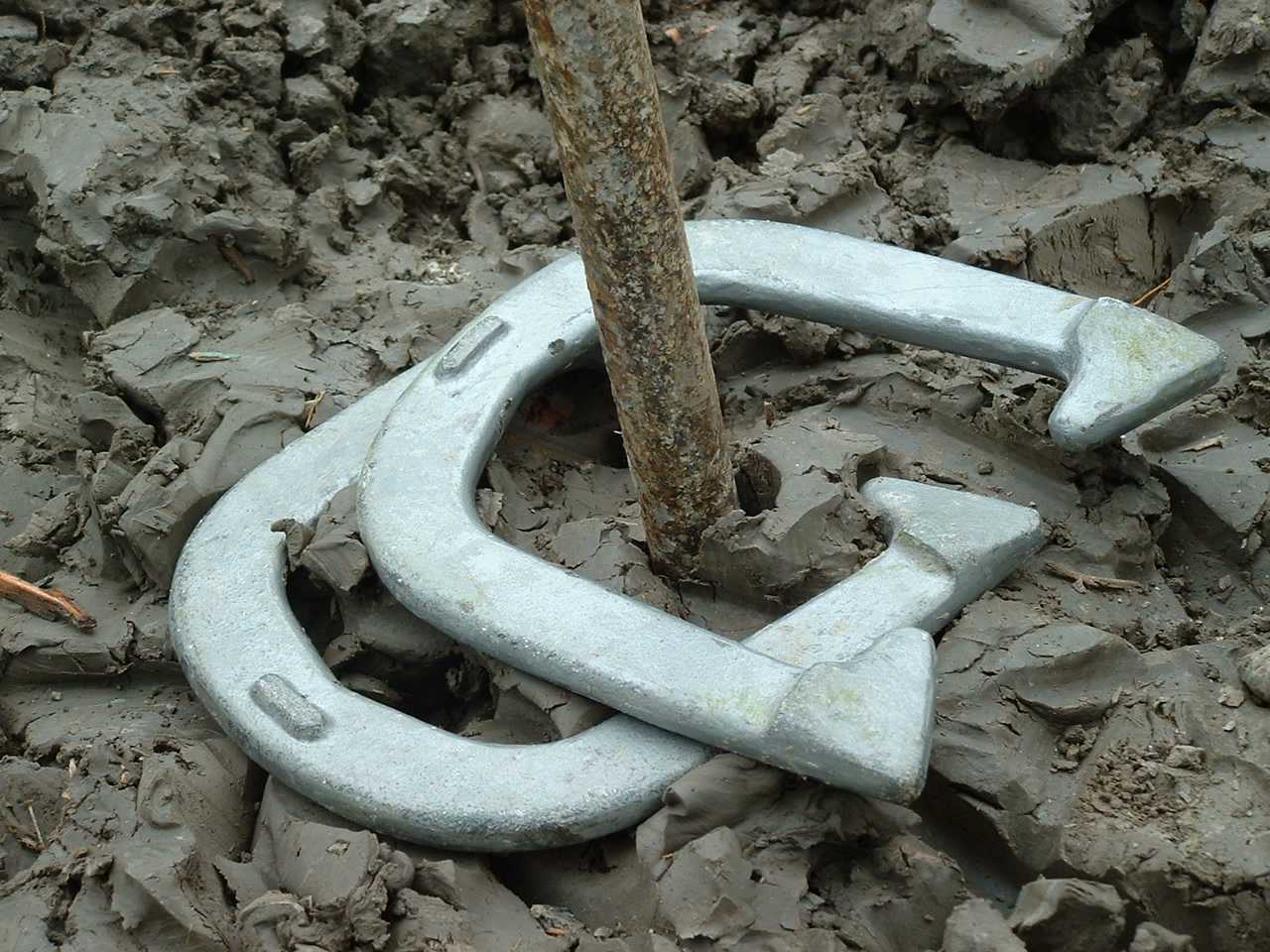
Fers à cheval autour du piquet.